# 年間熱負荷係数
年間熱負荷係数（ねんかんねつふかけいすう、Perimeter Annual Load : PAL) は建築物の外壁、窓等を通じての熱の損失の防止に関する指標。

## 概要
エネルギー資源の近い将来における枯渇が懸念される中、昭和54年に制定されたエネルギーの使用の合理化等に関する法律、いわゆる省エネ法は、一定規模以上の建築物についてエネルギー効率の算定を求めている。年間熱負荷係数は、設備システムエネルギー消費係数(CEC)と共に省エネ性能を判断する根拠となっている。
延べ面積が5,000m2を超える建物における省エネルギー計画書作成時にはこの値が必要となり、その際に基準となるPALの値は建物用途ごとに決められている。
ただし年間熱負荷係数の計算方法はかなり複雑煩瑣で、多大な労力を必要とする。このため近年では、いわゆる改正省エネ法によって省エネ性能算定の対象が拡大されるのに合わせて、国土交通省の支援の下、建築環境・省エネルギー機構(IBEC)などの組織が中心になって、空調、熱源、建物形状などの総合的なエネルギー消費量を簡便に算出できるプログラム「BEST（ビルディング・エナジー・シミュレーション・ツール）」も開発されている。

## 計算式
PALは以下の式で計算される。
PAL = 屋内周囲空間の年間熱負荷(MJ/年) / 屋内周囲空間の床面積(m2)
値が小さいほどの熱負荷が少なく効率が良い建物であり、壁の断熱性能を向上させる、庇をつける、窓面積を減らすなどでPALの値を改善することが可能である。